# St.-Stephani-Kirche (Hadmersleben)

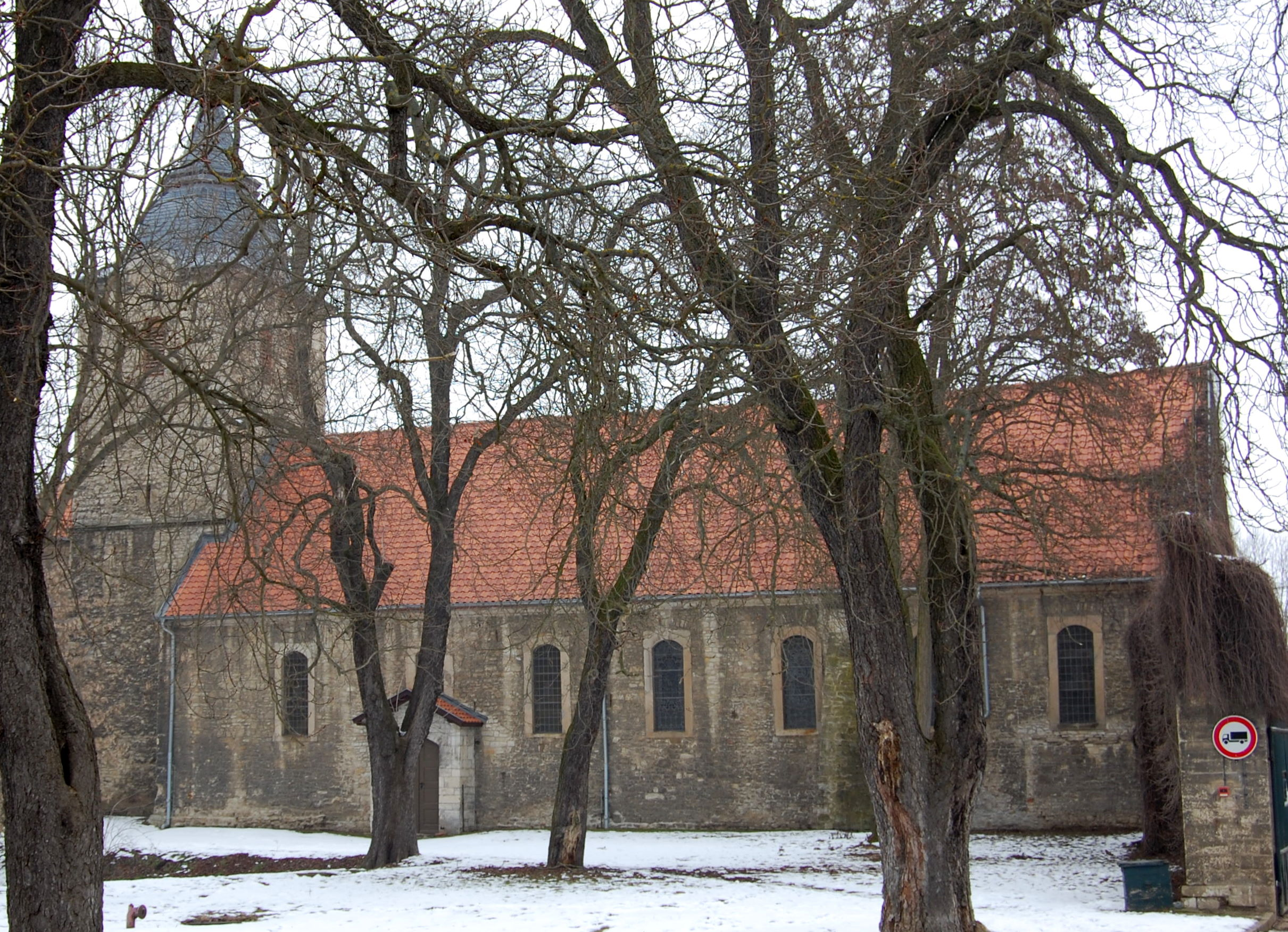
Südseite der Sankt-Stephani-Kirche

Die Sankt-Stephani-Kirche ist ein Kirchengebäude im zur Stadt Oschersleben (Bode) gehörenden Ortsteil Stadt Hadmersleben in Sachsen-Anhalt.
Die Kirche befindet sich südlich der Burg Hadmersleben.

## Architektur und Geschichte
Die Saalkirche entstand in den Jahren 1745 bis 1747 aus Bruchsteinen vermutlich anstelle einer Burgkapelle und diente als Amts- und Dorfkirche. Der Kirchturm befindet sich westlich des langgestreckten Schiffs. Bedeckt ist die Kirche mit einem Satteldach. Ein Anbau für die Patronatsloge befindet sich an der nördlichen Seite.
Das Kircheninnere wird von einer Holztonnendecke überspannt. Es besteht eine zweietagige Hufeisenempore. Mittels zweier großer Rundbögen öffnet sich die herrschaftliche Loge zum Kirchenschiff. In der Kirche befindet sich ein Kanzelaltar mit Säulen aus Holz und Akanthuswangen. Bemerkenswert ist ein Taufstein aus der Zeit der Spätromanik mit runder Kuppa und Schaftring. Am Fuß befinden sich Eckblätter.